# Love Ghost (film, 2001)
Pour plus de détails, voir Fiche technique et Distribution.
Love Ghost (死びとの恋わずらい, Shibito no Koiwazurai) est un film japonais réalisé par Kazuyuki Shibuya, sorti au Japon en 2001.
Il s'agit de l'adaptation en film live du manga Le Mort amoureux (死びとの恋わずらい, Shibito no koiwazurai) de Junji Itō.

## Fiche technique
- Titre : Love Ghost
- Titre original : 死びとの恋わずらい (Shibito no Koiwazurai?)
- Réalisation : Kazuyuki Shibuya
- Scénario : Naoyuki Tomomatsu, d'après le manga Le Mort amoureux (死びとの恋わずらい, Shibito no Koiwazurai?) de Junji Itō
- Photographie : Tokushō Kikumura (ja)
- Décors : Tomoyuki Maruo
- Montage : Jun'ichi Kikuchi (ja)
- Musique : Kōji Endō
- Pays de production :  Japon
- Format : couleur — 1,85:1 — 35 mm
- Genres : horreur, fantastique
- Durée : 95 minutes[2]
- Date de sortie :
  - Japon : 24 mars 2001[2]

## Distribution
- Kumiko Akiyoshi : Kazuko
- Mao Asami : Naoko Satō
- Risa Gotō : Midori Fukada
- Ryūhei Matsuda : Ryūhei Shibayama
- Asumi Miwa : Suzue Tanaka
- Shuntarō Hani : Kōji
- Hirotarō Honda : un docteur
- Yuki Inomata : Tamayo Suzuki
- Miki Itō
- Yōsuke Kawamura
- Kazusa Matsuda : Sanae Yamada
- Asumi Miwa : Suzue Tanaka
- Hitomi Miwa : Haruka Enomoto
- Yōichirō Saitō
- Yōsuke Saitō : un professeur
- Takahashi Shinji : Kōtarō Tejima